# Kepler Interactive
Kepler Interactive é uma publicadora de jogos eletrônicos fundada em setembro de 2021. Com sede em Londres e Singapura, é co-propriedade de um grupo de desenvolvedores de jogos independentes. Seus jogos publicados incluem Tchia, Scorn e Sifu.

## História
A Kepler Interactive foi fundada em setembro de 2021 pelo CEO Alexis Garavaryan, cofundador por trás do Kowloon Nights, um fundo de desenvolvimento de jogos. Auto-descrito como um grupo editorial de "super desenvolvedores", Kepler foi inicialmente co-propriedade de sete estúdios independentes: A44 (conhecido por desenvolver Ashen), Alpha Channel, Awaceb, Ebb Software, Shapefarm, Sloclap (conhecido por desenvolver Absolver) e Timberline Studio. Cada estúdio participante teve "voz igual" no processo de tomada de decisão da editora e foi capaz de compartilhar recursos e ganhos financeiros, mas o próprio Kepler não interferirá nas operações de cada estúdio, permitindo que eles permaneçam independentes. A Kepler recebeu US$ 120 milhões em financiamento da empresa chinesa de jogos eletrônicos NetEase, que se tornou acionista minoritária. A receita do estúdio atingiu US$ 50 milhões em 2022, impulsionada pelo lançamento de Scorn da Ebb Software e Sifu da Sloclap.
Em 2023, a Kepler também lançou o Kepler Ghost, um serviço de publicação de marca branca, fornecendo marketing e publicação para desenvolvedores de jogos. Eternights do Studio Sai foi o primeiro projeto de jogo eletrônico a se beneficiar deste programa. Desenvolvedores adicionais, incluindo The Gentlebros (o desenvolvedor por trás da série Cat Quest) e o novo estúdio Sandfall Interactive também se juntaram ao Kepler. Também fez parceria com a Ironwood Studios para a publicação e lançamento de Pacific Drive.

## Jogos publicados
| Ano  | Título                       | Plataforma(s) | Desenvolvedora             | Ref    |
| ---- | ---------------------------- | --- | -------------------------- | ------ |
| 2022 | Sifu                         | Microsoft Windows, Xbox One, Xbox Series X/S, Nintendo Switch, PlayStation 4, PlayStation 5                             | Sloclap                    |        |
| 2022 | Scorn                        | Microsoft Windows, Xbox Series X e Series S\|Xbox Series X/S, PlayStation 5                                             | Ebb Software               |        |
| 2023 | Tchia                        | Microsoft Windows, Xbox Series X e Series S\|Xbox Series X/S, Nintendo Switch, PlayStation 4, PlayStation 5             | Awaceb                     |        |
| 2024 | Ultros                       | [ Microsoft Windows, Xbox Series X e Series S\|Xbox Series X/S, Nintendo Switch, [macOS]], PlayStation 4, PlayStation 5 | Hadoque                    | [ 8 ]  |
| 2024 | Pacific Drive                | Microsoft Windows, PlayStation 5                                                                                        | Ironwood Studios           |        |
| 2024 | Cat Quest III                | Microsoft Windows, Xbox One, Xbox Series X/S, Nintendo Switch, PlayStation 4, PlayStation 5                             | The Gentlebros             |        |
| 2024 | Flintlock: The Siege of Dawn | Microsoft Windows, Xbox One, Xbox Series X/S, PlayStation 4, PlayStation 5                                              | A44                        |        |
| 2025 | Bionic Bay                   | Microsoft Windows, PlayStation 5                                                                                        | Mureena, Psychoflow Studio | [ 9 ]  |
| 2025 | Clair Obscur: Expedition 33  | Microsoft Windows, Xbox Series X/S, PlayStation 5                                                                       | Sandfall Interactive       | [ 10 ] |
| 2025 | Rematch                      | Microsoft Windows, Xbox Series X/S, PlayStation 5                                                                       | Sloclap                    | [ 11 ] |

## Jogos publicados via Kepler Ghost
| Ano  | Título                    | Plataforma(s)                                   | Desenvolvedora   | Ref    |
| ---- | ------------------------- | ----------------------------------------------- | ---------------- | ------ |
| 2023 | Eternights                | Microsoft Windows, PlayStation 4, PlayStation 5 | Studio Sai       |        |
| 2023 | En Garde!                 | Microsoft Windows                               | Fireplace Games  |        |
| 2023 | Apocalypse Party          | Microsoft Windows                               | Breaker Games    |        |
| 2023 | Battle Shapers            | Microsoft Windows                               | Metric Empire    |        |
| 2024 | Windblown                 | Microsoft Windows                               | Motion Twin      | [ 12 ] |
| 2024 | Unrailed 2: Back on Track | Microsoft Windows, macOS, Linux                 | Indoor Astronaut | [ 13 ] |
| 2025 | Neon Abyss 2              | Microsoft Windows                               | Veewo Games      |        |

## Ligações Externas
- Kepler Interactive
- Kepler Interactive no X